# Piroga

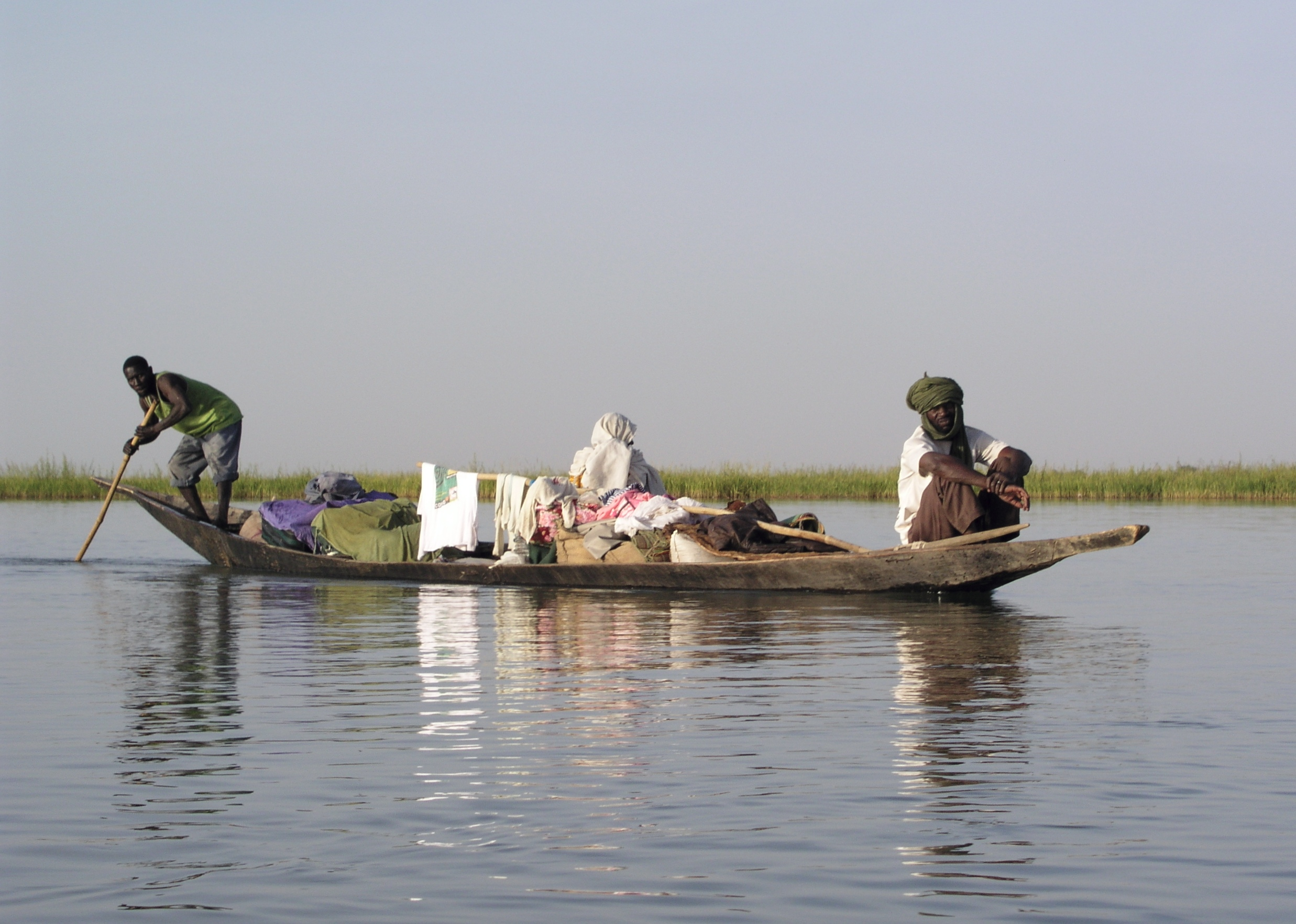
Piroga na rzece Niger w Mali

Piroga to niewielka, płaskodenna łódź, wydrążona z pnia, napędzana wiosłem o jednym piórze (pagajem). Jej budowa umożliwia pływanie po bardzo płytkiej wodzie i łatwe wyciąganie łodzi na brzeg. Nie jest przeznaczona do pływania na otwartych wodach.
Piroga napędzana niewielkim silnikiem spalinowym to tzw. peke-peke.
Nazwa pochodzi od hiszpańskiego słowa piragua [piˈɾaɣwa].